# Coryphella verrucosa
Coryphella verrucosa (M. Sars, 1829) è un mollusco nudibranchio della famiglia Coryphellidae.

## Descrizione
Il corpo è di colore bianco-rosato, leggermente traslucido, con cerata rosso acceso con parte terminale bianca.